# Andreas Hallén

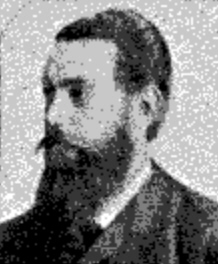
Andreas Hallén

Johan Andreas Hallén (* 22. Dezember 1846 in Göteborg; † 11. März 1925 in Stockholm) war ein schwedischer Komponist, Dirigent, Musikpädagoge und Professor.

## Leben
Hallén erhielt den größten Teil seiner musikalischen Ausbildung in Deutschland, unter anderem am Konservatorium in Leipzig und bei Privatunterweisungen durch Joseph Rheinberger. Neben seinem künstlerischen Schaffen ist Hallén in Schweden hauptsächlich durch sein organisatorisches Wirken bekannt geworden. So sorgte er dafür, dass die Musikvereinigung Göteborgs wiederbelebt und die Philharmonische Gesellschaft Stockholms neu gegründet wurde. Dort war er zwischen 1885 und 1895 als Dirigent tätig und führte die Matthäuspassion von Bach erstmals in Schweden auf. Weiterhin gründete er 1902 die Philharmonische Gesellschaft Südschwedens in Malmö. Zudem arbeitete er als Musikkritiker, war Kapellmeister an der Königlichen Oper in Stockholm und erteilte von 1909 bis 1919 Unterweisungen am Musikkonservatorium in Stockholm. Schüler von ihm war unter anderem  Oskar Lindberg.
Stilistisch lehnte er sich an Franz Liszt und Richard Wagner an. Diese Einflüsse kombinierte Hallén mit nordischen Volksweisen und schuf so eine Musikrichtung, die immer mehr Nachahmer in Schweden fand. Sein kompositorisches Schaffen wird meist als technisch gekonnt betrachtet, mit dem Vermögen wirkungsvolle Chorgesänge und Orchesterwerke zu schreiben, jedoch ohne persönliche Eigenart.
Hallén schrieb mehrere Opern wie Harald der Wiking, Hexfällan (eine spätere Umarbeitung erschien als Valborgsmässa) und sein vielleicht bedeutendstes Werk, Waldemarsskatten. Auch komponierte er Kammermusik und Chorgesänge, aber auch sinfonische Werke wie Die Toteninsel (durch ein Gemälde Arnold Böcklins inspiriert) und Sphärenklänge.
Heute noch zum Standardrepertoire zählen Halléns Orchesterbearbeitungen von Brahms’ Ungarischen Tänzen Nr. 2, 4 und 7 von 1894.

## Werkeverzeichnis

### Opern (Auswahl)
- Harald der Wiking (1881)
- Harald Viking (1884) umgearbeitete schwedische Übersetzung von Harald der Wiking
- Hexfällan (1896)
- Waldermarsskatten (1899)
- Valborgmässa (1902) Umarbeitung von Hexfällan

### Oratorien und Messen (Auswahl)
- Ett juloratorium (1904)
- Missa solemnis (1921)

### Sinfonische Werke (Auswahl)
- Die Toteninsel (1898)
- Sphärenklänge (1905)

## Links
- Noten und Audiodateien von Andreas Hallén im International Music Score Library Project

| Personendaten    | Personendaten                                                 |
| ---------------- | ------------------------------------------------------------- |
| NAME             | Hallén, Andreas                                               |
| ALTERNATIVNAMEN  | Hallén, Johan Andreas (vollständiger Name)                    |
| KURZBESCHREIBUNG | schwedischer Komponist, Dirigent, Musikpädagoge und Professor |
| GEBURTSDATUM     | 22. Dezember 1846                                             |
| GEBURTSORT       | Göteborg                                                      |
| STERBEDATUM      | 11. März 1925                                                 |
| STERBEORT        | Stockholm                                                     |